# Chiesa di San Sisto (Caldonazzo)
La chiesa di San Sisto è la parrocchiale di Caldonazzo, in provincia ed arcidiocesi di Trento; fa parte della zona pastorale della Valsugana e di Primiero.

## Storia
La prima citazione di una chiesa a Caldonazzo risale al 1304 e si sa che era filiale della pieve di Calceranica. Dalla relazione della visita pastorale del 1612, si viene a sapere che la sacrestia necessitava di un restauro. L'edificio fu ristrutturato qualche anno dopo e la chiesa venne riconsacrata il 2 giugno 1642 dal vescovo di Feltre Zerbino Lugo. Nel 1678 il campanile fu sopraelevato e, tra il 1681 e il 1682, la chiesa ampliata. L'attuale parrocchiale venne edificata tra il 1711 ed il 1722 su progetto del briennese Francesco Somalvico. Il 16 aprile 1786 la chiesa di Caldonazzo passò dalla diocesi di Feltre a quella di Trento. Tra il 1835 ed il 1836 la navata della chiesa fu ampliata e, l'11 febbraio 1860, la chiesa divenne curaziale; in parrocchia autonoma fu eretta il 5 agosto 1911. L'alluvione del 4 novembre 1966 danneggiò l'edificio, il cui restauro fu condotto nei primi anni settanta. Infine, la chiesa venne ristrutturata nel 2013.